# Ian Mosley
Ian F. Mosley (16 de junio de 1953,  Paddington, Londres, Inglaterra) es un  baterista británico. Es conocido por ser uno de los miembros más antiguos de la banda de rock neoprogresivo Marillion, a la que se unió con la publicación de su segundo álbum Fugazi en 1984. 
Anteriormente había sido músico de estudio, colaborando, entre otros, con el exguitarrista de Genesis Steve Hackett, tanto en sus dos álbumes en solitario como en conciertos en directo. En 1975 participó en el álbum Birds - Pájaros de la banda holandesa de rock progresivo Trace.
La capacidad de Mosely ha sido ampliamente alabada por músicos como el citado Hackett, Tomas Haake baterista de la banda sueca de metal extremo Meshuggah, y por críticos como John Franck de AllMusic, quien dijo de Mosley que era "el músico perfecto para Marillion por su habilidad y meticulosidad". Modern Drummer lo ha destacado por "su gran trabajo como baterista".
Mosley se unió a Marillion en 1984 después de buscar intensamente un sustituto del baterista y miembro fundador Mick Pointer que había dejado la banda en 1983. Fue el quinto baterista de Marillion, elegido por el cantante Fish, que nunca se había sentido cómodo con los anteriores. Actualmente continúa siendo miembro de Marillion.
Mosley estudió percusión en la Escuela Guildhall de Música y Arte dramático con Gilbert Webster como profesor. A los 17 años de edad, tocó en la orquesta del musical Hair. Su primera banda profesional fue Darryl Way’s Wolf.
Mosley afirma que  disfruta "interpretando arreglos en formato clásico, con movimientos", pero, a pesar de su pertenencia a varias bandas de rock progresivo a lo largo de su carrera, no cree en las etiquetas en música y se distancia de la "etiqueta progresiva" que "implica letras que llaman a los gnomos al baile, Stonehenge, cuentos fantsticos, etc."
Para Mosley el sonido de su batería hasta el álbum de Marillion de 1991 Holidays in Eden era "muy de los años ochenta", con mucha reverberación; sin embargo, el prefiere el sonido natural y reconoce a Dave Meegan, quien produjo en 1994 Brave y varios álbumes posteriores, el cambio del sonido de su batería a uno más natural que es el que ha prevalecido desde entonces.